# 卡萨莱利塔
卡萨莱利塔（義大利語：Casale Litta），是意大利瓦雷泽省的一个市镇。总面积10.66平方公里，人口2650人，人口密度248.6人/平方公里（2009年）。国家统计（ISTAT）代码为012036。